# Phare du cap Kiti
Le phare du cap Kiti est un phare actif situé sur le cap Kiti, près du village de Pervolia dans le District de Larnaca (République de Chypre) dans le sud de l'île de Chypre.

## Histoire
Le phare, mis en service en 1864 sous l'administration de l'Empire ottoman, se situe à 12 km au sud de Larnaca.

## Description
Le phare est une tour octogonale en pierre de 8 m de haut, avec balcon-galerie et lanterne attenante à la maison de gardien d'un étage. La tour n'est pas peinte et la lanterne est blanche. Il émet, à une hauteur focale de 20 m trois éclats blancs toutes les 15 secondes. Sa portée est de 13 milles nautiques (environ 24 km).
Identifiant : ARLHS : CYP004 - Amirauté : N5882 - NGA : 20904 .

## Caractéristiques dufeu maritime
Fréquence : 15 secondes (W)
- Lumière : 0.5 seconde
- Obscurité : 1.5 secondes
- Lumière : 0.5 seconde
- Obscurité : 1.5 secondes
- Lumière : 0.5 seconde
- Obscurité : 10.5 secondes

|          |
| Le phare |

|             |
| La lanterne |

### Lien connexe
- Liste des phares de Chypre